# 巴耳末环形山
巴耳末环形山（Balmer）是月球正面东侧附近一座已被熔岩淹没的撞击坑残迹，约形成于前酒海纪代，其名称取瑞士数学家暨物理学家约翰·巴耳末（1825年-1898年），1964年被国际天文联合会正式接受。

## 描述

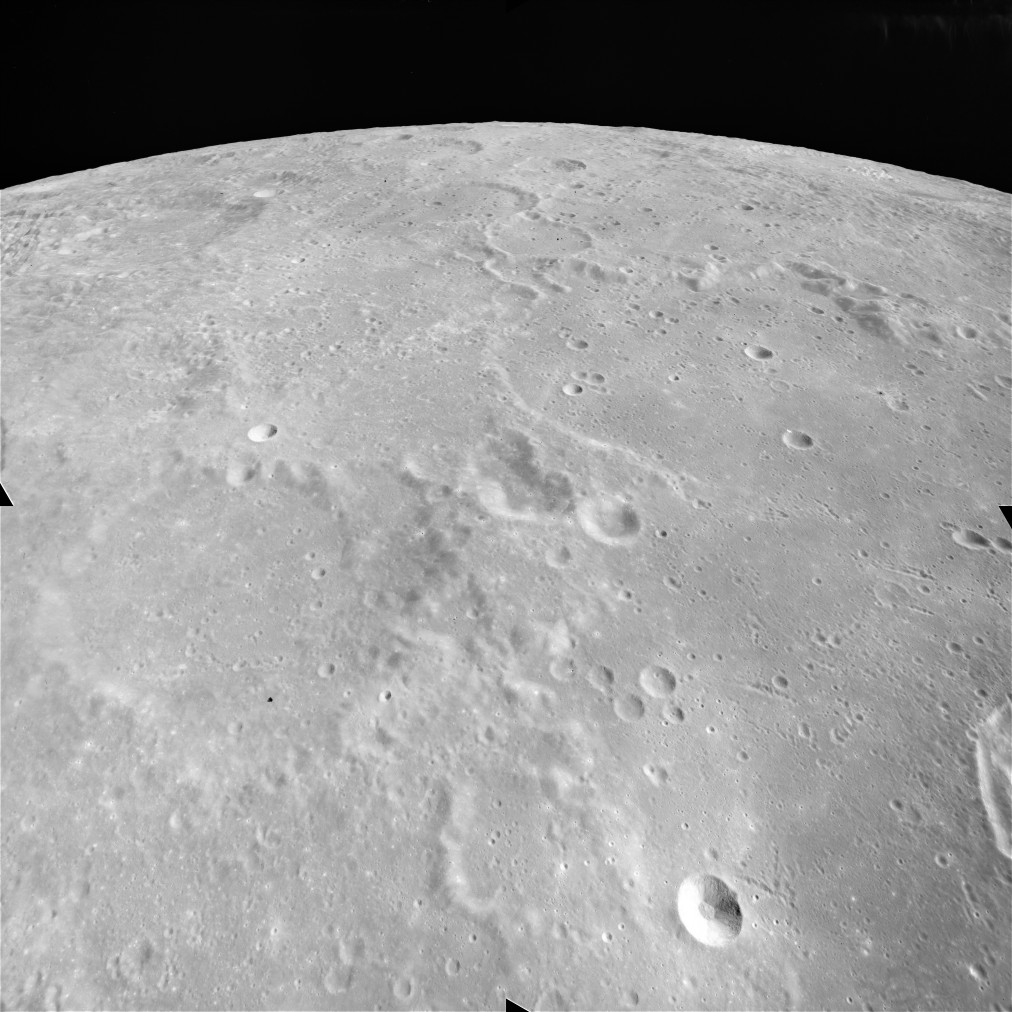
阿波罗15号拍摄的巴耳末环形山（上左）、下方是卫星坑赫卡泰奥斯 B。

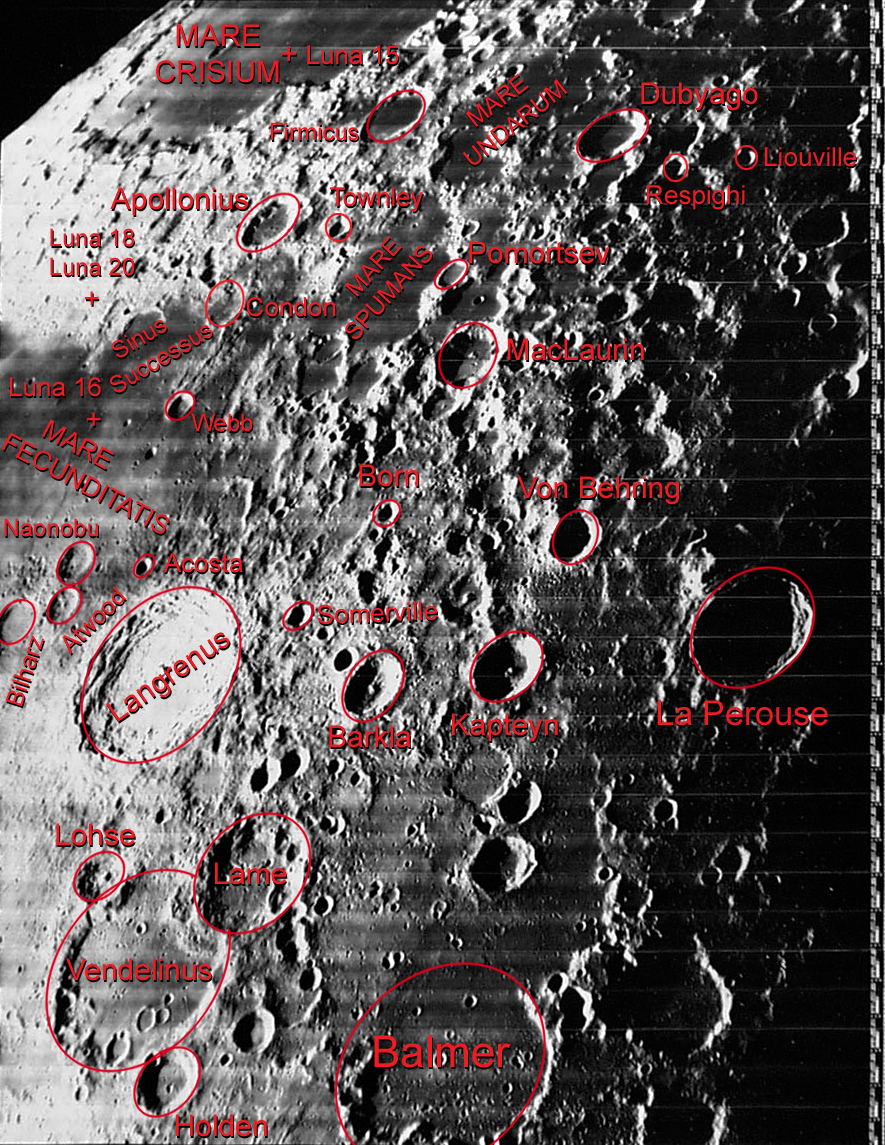
月球轨道器4号拍摄的图像

该陨坑西北毗邻文德利努斯环形山和拉梅环形山；北面靠近巴克拉陨石坑和卡普坦陨石坑；拉彼鲁兹环形山、安斯加尔环形山和贝海姆环形山位于它的东北；东侧和南面分别横亘着赫卡泰奥斯环形山和勒让德环形山。巴耳末环形山的中心月面坐标为20°16′S 70°13′E / 20.27°S 70.22°E，直径136.3公里，深度2.95公里。
该陨坑整个已被附近月海溢出的熔岩流掩埋，只剩南侧和东侧部分残壁突出在表面，这些残壁高出周边地形1690米，陨内容积约有20000公里³。

## 卫星陨石坑
按惯例，最靠近巴耳末环形山的卫星坑在月图上以字母标注在该坑中心点的旁边。

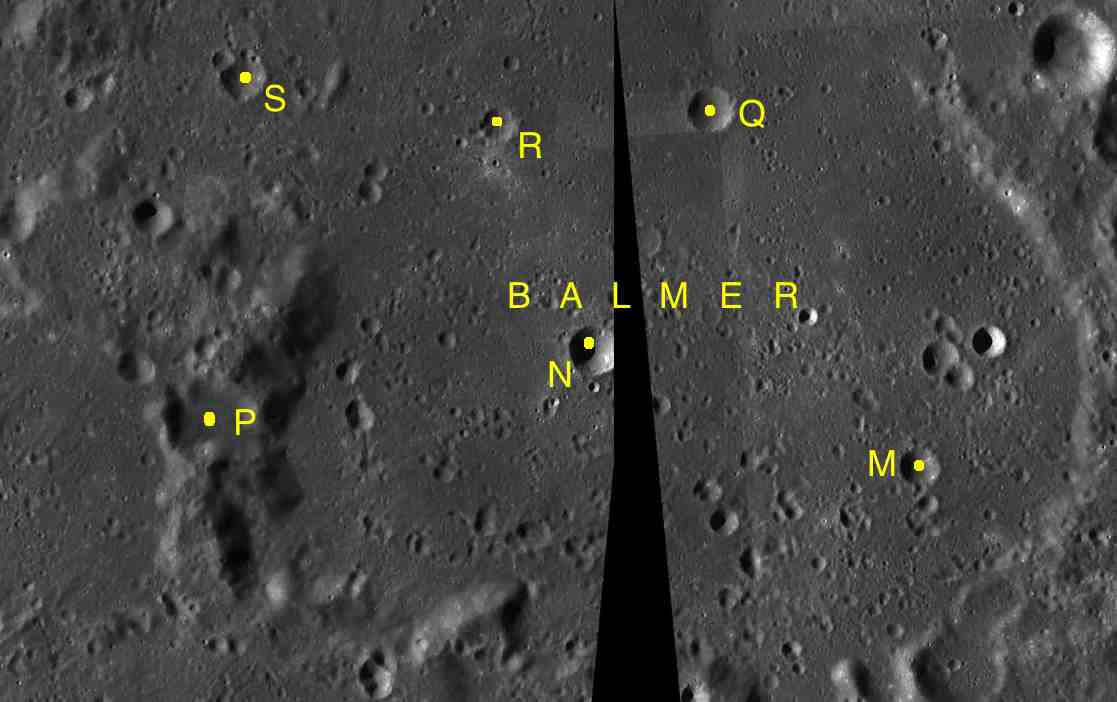
LAC-98与LAC-99拼接图

| 巴耳末 | 纬度    | 经度    | 直径    |
| ------ | ------- | ------- | ------- |
| M      | 20.7° S | 71.5° E | 5 公里  |
| N      | 19.9° S | 69.9° E | 8 公里  |
| P      | 20.4° S | 67.7° E | 13 公里 |
| Q      | 18.7° S | 70.5° E | 7 公里  |
| R      | 18.7° S | 69.1° E | 4 公里  |
| S      | 18.4° S | 67.6° E | 6 公里  |